# アスファルト混合物
アスファルト混合物（アスファルトこんごうぶつ）は、主に道路のアスファルト舗装の表面に使われている複合材料である。アスファルトコンクリート、アスファルト合材（アスファルトごうざい）ともよばれる。粒砕石や砂などの骨材とフィラーに石油アスファルトを混合したもので構成される。舗装の施工では、上層部を構成する基層および表層に用いられるほか、上層路盤にも用いられることもあり、平坦に敷かれてローラーなどで締め固められる。

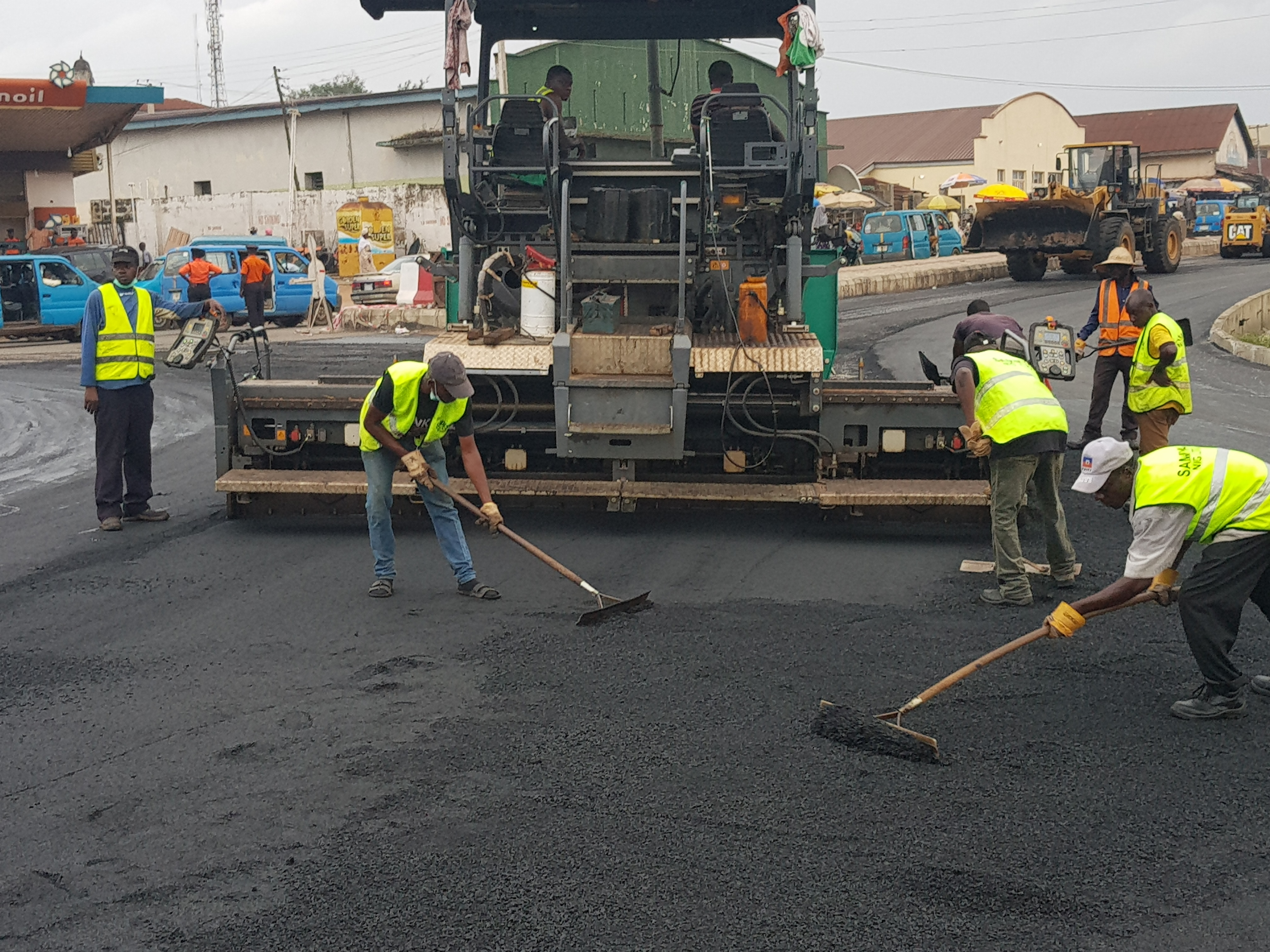
道路舗装工事で、作業員がアスファルト混合物を敷き均す作業の様子。

## 名称
アスファルト舗装の表層材で使用されることから、一般的に「アスファルトの道路」というように、単に「アスファルト」とよばれることが多いが、本来アスファルトは骨材を結合するために用いられる接着剤（バインダー）を指しており、道路などで普段目にするものは、「アスファルト混合物」が専門的・学術的に使用されている呼び名である。別名を、アスファルトコンクリート（英語: asphalt concrete，asphaltic concrete ）またはアスファルト合材ともいい、業界などではアスコン、合材などと略称されている。

## 組成物

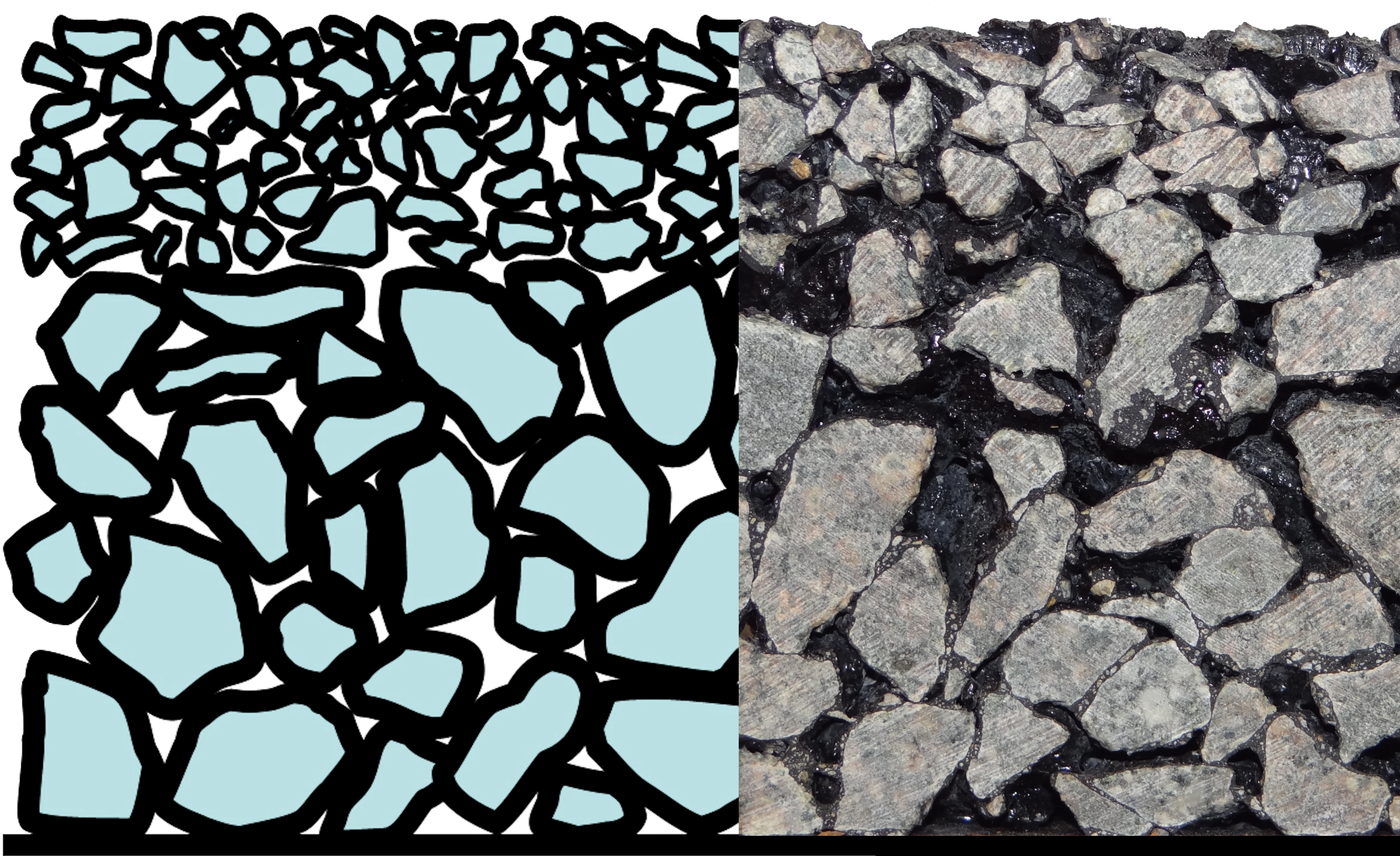
アスファルト舗装の断面
右写真：灰色に見える部分が砕石（粗骨材）で、黒い部分はアスファルトモルタルとよばれる、砂（細骨材）・フィラー（石粉）・アスファルトの混合物。
左図：舗装の表層（上）と基層（下）では、使用するアスファルト混合物の粒度が異なる。

アスファルト混合物は、温度が高い状態で骨材とアスファルトを混ぜ合わせ接合させた、アスファルト舗装で用いられる材料である。重量比で90%程度が粗骨材と細骨材、5%程度がフィラー（石粉）、残りの成分がアスファルトで構成されており、純粋なアスファルト分を除いた骨材+フィラー（石粉）の割合が全体の約95%を占めている。また各組成物のうち、砕石（粗骨材）以外の部分は、アスファルトモルタルとよび、細骨材（砂）・フィラー（石粉）・アスファルトの黒い混合物である（右図参照）。組成物の大部分を占めている骨材の品質によって、アスファルト混合物の品質や耐久性が大きく影響されるため、使用する骨材には制約が規定されており、品質試験により規定どおり満足しているか確認される。
骨材は、粒径の大きな粗骨材と、小さな細骨材に分けられる。
粗骨材は、アスファルト混合物の骨格を形成する組成物で、車などの交通荷重を支える役割がある。一般に砕石を用いるが、このほか玉砂利、砂利、鉄鋼スラグや再生骨材なども使用される。日本では、主に2.36ミリメートル以上の5号砕石（粒径20 - 13ミリメートル）、6号砕石（粒径13 - 5ミリメートル）と7号砕石（粒径5 - 2.5ミリメートル）が用いられていて、粒度はJIS規格で規定されている。アスファルト舗装に騒音低減性能を要求するときは、粒径を13 - 10ミリメートル、10 - 5ミリメートル、8 - 5ミリメートルに調整して用いられる。
粗骨材に要求されている性質は、
1. 適度な粒度を持ち、硬く均質で、割れやすり減りに対する抵抗性が高い。
2. 細長くなく、かつ薄くない角張った形状で、表面に適度な粗さがある不規則な形状。
3. 密度が大きく、吸水率が小さく有機物や不純物を含まないものであって、加熱によって変質や破壊することなく、アスファルトとの付着性が高いもの。

とされている。
細骨材は、粗骨材の隙間を充填する組成物で主に砂が用いられ、舗装の安定性や水が入り込まない状態を高める役割がある。日本では2.36 - 0.075ミリメートル以上の骨材が用いられている。粗骨材と同様に細骨材に要求されている性質は、硬く均質で耐久性が高く、有機物や不純物を含まないものとされている。天然砂、人工砂、スクリーニングスが使われるが、海砂のように塩分を含んでいても、コンクリートと違ってアスファルト混合物の品質には影響を及ぼすことはない。
アスファルト再生骨材は、再生アスファルト混合物を製造する際に使用される骨材で、撤去した古いアスファルト版を破砕して分級した、粒径13ミリメートル以下の再生骨材が利用される。
フィラーは、骨材の隙間を埋める充填剤のことで、0.075ミリメートル以下の鉱物質微粉末で、石灰岩を粉末にした石粉が最も一般的に使われる。適度な量を配合することでアスファルトの見かけ上の粘度を増加し、骨材同士の隙間を充填して接着性を高めたり、アスファルト混合物の耐久性を高くすることが可能となる。ただし、配合量が多すぎるとアスファルトがフィラーに吸収され過ぎてもろくなり、ダマができてしまい適切な混合物が出来なくなったりする場合がある。反対に、少なすぎるとアスファルト混合物の空隙が大きくなり、気温が高い時期に塑性変形によるわだち掘れが生じやすくなる。このため、アスファルト混合物の各素材の配合量を適切にすることが重要となる。
アスファルトは瀝青材料（れきせいざいりょう）とも言い、石油から製造される高分子材料で、高温下では液体状であるが、温度が下がると粘性と粘着性が上昇する性質を持っている。舗装用石油アスファルト、改質アスファルト、トリニダットアスファルト（天然アスファルト）、石油アスファルト乳剤などの種類がある。日本では、ストレートアスファルトや改質アスファルトが使用される。
舗装用石油アスファルト（ストレートアスファルト）は針入度で品質をJIS規格化しており、一般地域は針入度60 - 80、積雪地域は80 - 100、交通量が多い場所には40 - 60、寒冷地で特に低温度でひび割れが懸念される場所では100 - 120が用いられる。アスファルト混合物の耐流動性や耐摩耗性などの性状を向上させる目的には、石油アスファルトにゴムや熱可塑性エラストマーを添加した改質アスファルトが使用される。改質アスファルトは、感温性を改善したポリマー改質アスファルトI型からIII型、H型へと行くに従って、アスファルト混合物が持つ耐塑性変形性や耐摩耗性に対する性状改善を図ることができ、特にH型は流動性に対する抵抗が最も高く、主にポーラスアスファルト混合物に用いられ、さらにH型-Fでは寒冷地用にたわみ特性も改善させている。また、コンクリート床版の橋面舗装に使われるIII型-Wは、III型の耐水性を向上させたもので、さらに鋼床版の橋面舗装に使われるIII型-WFは、たわみ性も改善させたものである。石油アスファルト乳剤は、アスファルトを微粒子にして、界面活性剤を混ぜた水中に分散した褐色の液体で、水分が蒸発してアスファルトとしての機能を発揮する特性があり、常温アスファルト混合物で用いられている。

## 種類
アスファルト混合物は、大別すると補修材料などとして用いられている常温アスファルト混合物と、道路や空港等の工事で一般的に用いられている加熱アスファルト混合物に分けられる。

### 常温アスファルト混合物
常温アスファルト混合物は、粗骨材・細骨材などをアスファルト乳剤、カットバックアスファルトなどと常温で混合し、100度以下の常温で舗設できる混合物である。加熱アスファルト混合物に比べると、一般に耐久性は落ちるが、常温貯蔵が可能で、簡易的な舗装材料として用いられている。施工は、常温アスファルト混合物を敷きならして締め固めるだけで、加熱や混合の必要がない手軽さであることから、水道・ガス埋設管路工事の舗装仮復旧、ポットホールの復旧、離島など加熱合材が使用できない場所の舗装補修など小面積の舗装用途で使われる。
混合物は袋詰めにて販売されており、種類は一般に、カットバックアスファルト系、アスファルト乳剤系、反応型樹脂系に分類される。一般的に加熱アスファルト混合剤よりも初期安定性や耐久性に劣り、施工後は供用するまでに養生期間を必要とするため、大型車が通るような交通量の多い道路舗装用途には向いていない。2000年代以降は、加熱アスファルト混合物に劣る性状を克服するべく、耐水性や接着性に強く、舗装補修箇所に水があっても接着性が良くて剥離しにくい混合物も開発されている。特に反応型樹脂系の常温アスファルト混合物は、定められた可使時間内に使用する必要はあるものの、施工後すぐに交通解放が可能で、耐久性にも優れている。

### 加熱アスファルト混合物
加熱アスファルト混合物は、アスファルトと骨材を加熱して製造する混合物で、新規骨材を使用したものと、アスファルトコンクリート再生骨材を使用した「再生加熱アスファルト混合物」がある。日本では、混合物に使用する骨材の粒度範囲（各粒度の使用割合）によって大きく区分され、密粒度（みつりゅうど）・粗粒度（そりゅうど）・細粒度（さいりゅうど）・開粒度（かいりゅうど）に分けられている。使用する骨材は、最大粒径20ミリメートルのものと、13ミリメートルのものが多く使われていて、例として「密粒度アスファルト混合物（20）」「密粒度アスファルト混合物（13）」のように、各種アスファルト混合物名称の末尾にかっこ書きの数字で表記される。性状は、骨材の最大粒径20ミリメートルものを使用する混合物は、耐流動性、耐摩耗性、すべり抵抗性の性能に優れ、13ミリメートルものを使用する混合物は、耐水性やひび割れに対する抵抗性に優れる傾向がある。タイヤチェーンなどによる摩耗が問題となる積雪寒冷地域向けに使用される加熱アスファルト混合物では、耐摩耗性を向上させるため混合物の配合にフィラーを多く使用する混合物があり、例えば「密粒度アスファルト混合物（13F）」のように、アスファルト混合物名末尾の骨材粒度を示す数字に「F」を付記する。
各種のアスファルト混合物は、舗装に要求される性能に加え、適用箇所、交通条件、気象条件、施工条件などを考慮して選定される。また、水に弱い性質があるため、一般には舗装内部への水の浸入を防ぐことが重要になっている。標準的な密粒度アスファルト混合物がもっている特性を基準として、耐流動性や耐摩耗性で劣る種類のアスファルト混合物には、特性を改善するために改質アスファルトを使用することがある。
下記では、日本で主に使用されている加熱アスファルト混合物の種類について列挙する。
密粒度アスファルト混合物 （密粒度アスファルトコンクリート、密粒度アスコン）
一般的なアスファルト舗装の表層の大部分に用いられている合材で、粒度範囲におけるふるい目2.36ミリメートル通過量が35 - 50％の範囲にあるもの。骨材の最大粒径は通常20ミリメートルものと、13ミリメートルものがあり、一般的な混合物で組成される。混合物が最も密に詰まる骨材粒度の組み合わせで、わだち掘れが起こりにくいことから、一般地域や交通量が多い箇所、急こう配坂路で使用される一般向け用と、積雪寒冷地域用がある。1950年代ごろまで、アスファルト混合物に密粒度と粗粒度の区分はなかったが、1960年代から登場した。積雪寒冷地域向けにフィラーを多く使用したものは、耐摩耗性が向上する一方で、耐流動性は低下するという特徴を有し、急こう配坂路には適用されなくなる。混合物の使用材料は、粗骨材が約55%、細骨材が35%の重量比で配合され、新規骨材と再生骨材の両方が使用される。
粗粒度アスファルト混合物 （粗粒度アスファルトコンクリート、粗粒度アスコン）
主に一般的なアスファルト舗装の基層の大部分に用いられている合材で、粒度範囲におけるふるい目2.36ミリメートル通過量が20 - 35%の範囲にあるもの。骨材の最大粒径は通常20ミリメートルで、一般的な混合物で組成される。混合物の粒度範囲は、密粒度アスコンよりも目が粗い。
細粒度アスファルト混合物 （細粒度アスファルトコンクリート、細粒度アスコン）
一般的なアスファルト舗装の表層に用いられている合材で、粒度範囲におけるふるい目2.36ミリメートル通過量が50%以上のもの。最大粒径は通常13ミリメートル。密粒度アスコンに比べて細骨材分が多く、舗装にしたときに水を通しにくく、ひび割れにくい性質がある。主な使用箇所は歩道で、一般地域用と積雪寒冷地域用があり、共に急こう配坂路では使用されない。歴史的に、摩耗抵抗性に優れるが流動変形しやすいトベカアスファルト混合物や、水密性に優れるが降雨時に滑りやすいシートアスファルト混合物に代わって、1960年代から登場したもので、混合物はかつて修正トベカともよばれた。密粒度アスコンと比較して耐水性と耐ひび割れ性に優れる一方で、耐流動性が劣るという特徴がある。また、積雪寒冷地域向けにフィラーを多く使用したものは、耐摩耗性にも優れている。混合物の使用材料は、粗骨材が約40%、細骨材が約50%の重量比で配合され、新規骨材と再生骨材の両方が使用される。

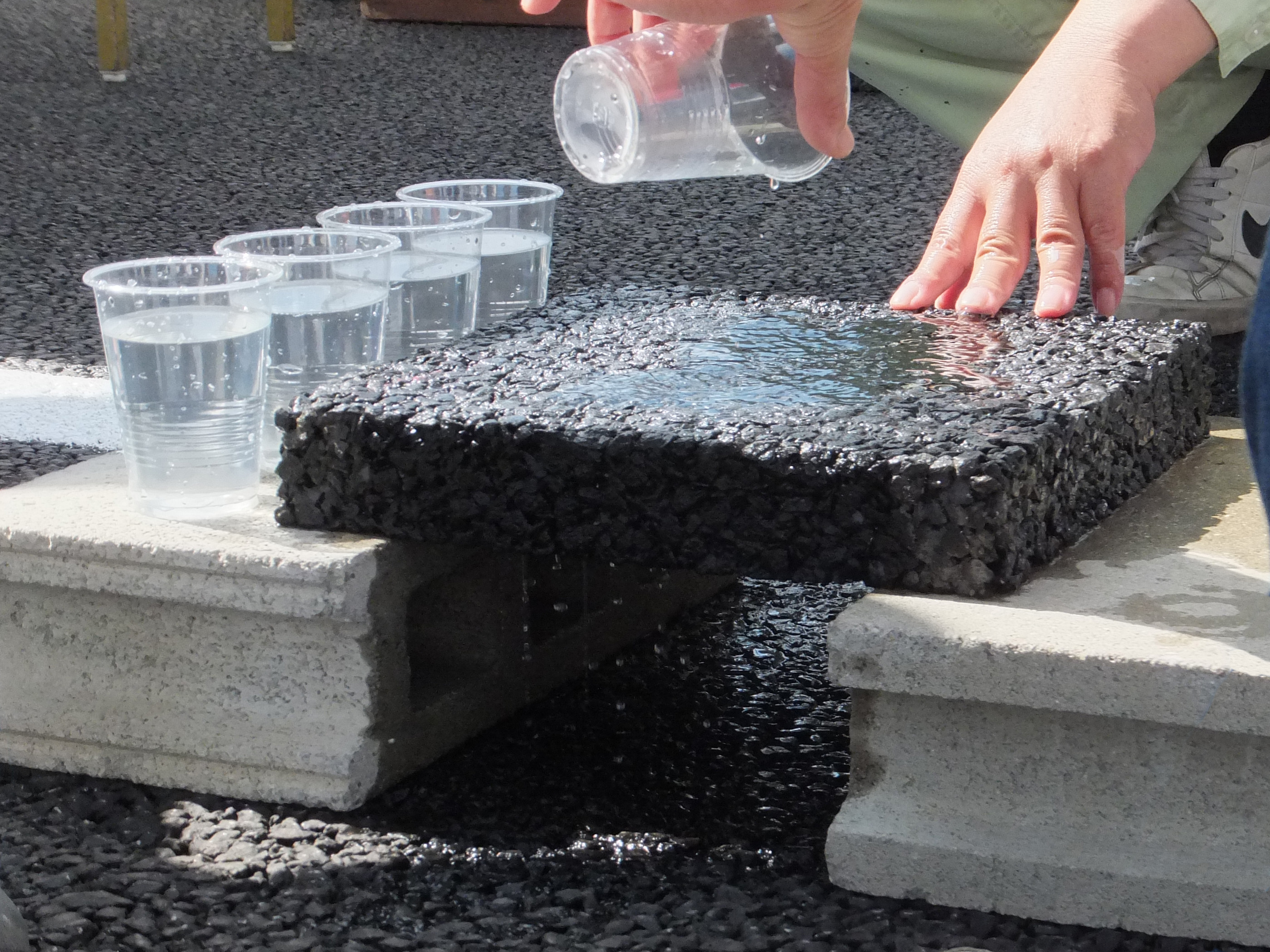
ポーラスアスファルト混合物は、透水性舗装や排水性舗装の場所で使用される。

開粒度アスファルト混合物 （開粒度アスファルトコンクリート、開粒度アスコン）
アスファルト舗装の表層の特殊用途として用いられている合材で、空隙率の大きな加熱アスファルト混合物の総称。骨材の最大粒径は通常13ミリメートルで、ふるい目2.36ミリメートル通過量は15 - 30%のもので、アスファルト量は3.5 - 5.5%程度。粗粒度アスコンに比べて空隙率が大きく、舗装表面が粗くなって水が溜まらないため、すべり止めを目的とした舗装として車道に用いられたり、歩道用の透水性舗装に用いられる。また、舗装の空隙間が交通車両が発するタイヤ発生音の抑制や騒音の吸収・拡散に役立てられる。舗装の内部に水が浸入することから、ポリマー改質アスファルトH型などの骨材との把握力が強い改質アスファルトが使われている。1960年代終わりごろから登場したもので、密粒度アスコンと比較して、すべり抵抗性と透水性に優れる一方で、耐摩耗性は劣るという特徴を有する。主な使用箇所は一般地域で、積雪寒冷地域ではあまり使用されない。混合物は新規のみで、再生材は利用されない。
ギャップアスファルト混合物 （ギャップアスファルトコンクリート、ギャップアスコン）
粒度範囲における0.6 - 2.36ミリメートルまたは、0.6 - 4.75ミリメートルの粒径部分が10%未満の不連続粒度になっているものをギャップアスファルト混合物という。スパイクタイヤとタイヤチェーンによる摩耗対策として1970年代終わりごろに登場し、一般の密粒度アスコンと比較して摩耗抵抗性に優れる一方、耐流動性は劣るという特徴がある。密粒度ギャップアスファルト混合物（密粒度ギャップアスコン）と、細粒度ギャップアスファルト混合物（細粒度ギャップアスコン）の2種類があり、どちらも最大粒径は通常13ミリメートルである。混合物は新規と再生材の両方が使用される。
密粒度ギャップアスファルト混合物（密粒度ギャップアスコン）
密粒度アスファルト混合物に粒度が似たギャップアスファルト混合物で、0.6 - 4.75ミリメートル粒径部分の骨材をほとんど含まない。密粒度アスファルト混合物と比べ、すべり抵抗性にも優れる一方、耐水性・耐ひび割れ性に欠ける特性がある。主に一般地域と急こう配坂路で使用されている。積雪寒冷地域向けにフィラーを多く使用したものは、耐摩耗性にも優れるが、耐流動性は劣る。
細粒度ギャップアスファルト混合物（細粒度ギャップアスコン）
ギャップ粒度をもつ細粒度アスファルト混合物で、0.6 - 2.36ミリメートル粒径部分の骨材をほとんど含まない。混合物中に占めるアスファルト量は6 - 8%程度である。積雪寒冷地域向けにフィラーを多くしたものが利用されており、耐水性・耐ひび割れ性にも優れている。
再生加熱アスファルト混合物 （再生アスファルト混合物、再生アスファルトコンクリート、再生アスコン）
再生骨材を用いて製造するアスファルト混合物のことで、再生骨材に必要に応じて再生用添加剤、新アスファルトや補足材などを加え、加熱混合して製造する。再生骨材は、舗装の補修工事で発生するアスファルトコンクリート発生材のほか、セメントコンクリート発生材、路盤発生材を必要に応じて破砕、分級した骨材が利用される。舗装材のリサイクル技術が確立されて、1980年台半ばから登場した。日本では、全シェアの70%以上で活用されている。混合物の種類により、再生密粒度アスファルト混合物（再生密粒度アスコン）、再生粗粒度アスファルト混合物（再生粗粒度アスコン）、再生細粒度アスファルト混合物（再生細粒度アスコン）などがある。
ポーラスアスファルト混合物 （ポーラスアスコン）
開粒度アスファルト混合物の一種で、特殊な混和材を使用するなどして高い空隙率を確保したもの。いわゆる「空隙率の大きい開粒度アスファルト混合物」とよばれるもので、骨材の最大粒径は通常20ミリメートルものと、13ミリメートルものがある。水の浸入および、おこし状になった混合物の変形しにくさ、耐流動性を高めるため、アスファルトにはポリマー改質アスファルトH型という高弾性の改質アスファルトが用いられる。使用箇所は、排水性舗装や低騒音舗装、車道の透水性舗装の表層あるいは、表層・基層に用いられ、一般地域と積雪寒冷地域の両方に対応する。通常の密粒度混合物は4%程度の空隙率を有するが、ポーラスアスファルト混合物では、20%程度の空隙率を有しており、水を浸透させることが可能である。混合物に使用する素材は、粗骨材が約75%、細骨材が約15%の重量比で配合したものが使われ、再生骨材は利用されない。特徴は、雨水を速やかに排水させる機能があり、密粒度と比較して耐流動性やすべり抵抗性、透水性に優れる一方で、耐摩耗性は劣る。また、舗装表面に水がたまりにくいことから雨天時の視認性向上が図れるほか、走行時の騒音低減効果も有している。雨天時の走行安全性を高めるために開発され、1990年代前半から登場した。
中温化アスファルト混合物（低炭素アスファルト混合物）
アスファルトの粘度を一時的に低下させる特殊添加剤の効果によって、通常のアスファルト混合物の製造温度および施工温度を30度程度低減させることのできる加熱アスファルト混合物。通常のアスファルト混合物に比べて、混合物中に発生する微細な泡の効果により混合性が改善されて、製造時の燃料削減や混合温度を下げることでCO2排出量を削減でき、地球温暖化の防止に貢献する合材との見方から、低炭素アスファルト混合物ともいう。混合物製造時に用いられる特殊添加剤には、発泡系、粘弾性調整系、滑剤系などがある。施工温度を低減しても、通常のアスファルト混合物と同等の品質を確保できることから、特に寒冷期における施工性の改善に役立てられている。このため、急速施工、早期交通解放が求められる舗装工事や、薄層施工、寒冷地・寒冷期施工、橋面舗装などの急激な混合物の温度低下が懸念される舗装工事向けに利用されている。地球温暖化問題という課題から開発されたもので、1990年代終わり頃から登場した。

### 用途別
このほか、走行安全性や環境配慮したアスファルト混合物があり、骨材を明度の明るい骨材に置き換えて明度性を持たせたもの、滑り止め機能を持たせたもの、骨材の一部としてゴムやウレタンなどの弾性素材を混ぜて凍結抑制機能を持たせたもの、混合物中に保水材を混入したり、舗装路面に遮熱性を持たせて路面温度の上昇を抑制するものなど、さまざまな付加機能を有する舗装用混合物がある。また、アスファルト混合物は舗装用途ばかりではなく、水利工事の材料としてダムの防水材にも利用されている。
改質アスファルト混合物
改質アスファルト（ポリマー改質アスファルトやセミブローンアスファルト）を用いて製造したアスファルト混合物を総じて、改質アスファルト混合物とよぶ。また、アスファルト混合物製造時にゴムや熱可塑性エラストマーなどの改質材（ポリマー添加物）を添加して製造するときもある。通常のストレートアスファルトを用いて製造したアスファルト混合物に比べて、ポリマー改質アスファルトを使用した混合物では、塑性変形抵抗性（耐流動性）、摩耗抵抗性（耐摩耗性）、骨材飛散抵抗性などの耐久性能の向上が期待できる。また、セミブローンアスファルトを使用した混合物では塑性変形抵抗性の向上が期待できる。改質アスファルトは、通常のアスファルトに比べて粘度が高くなる場合が多いため、施工中の混合物の温度が低下すると極端に施工性が悪くなることから、舗設温度の管理に留意が必要である。使われる改質アスファルトの種類によって、下記のような場所で使用される。
- 改質アスファルトI型：主に摩耗抵抗性の向上が図られたもので、積雪寒冷地で使われる。
- 改質アスファルトII型：主に塑性変形抵抗性（摩耗抵抗性）の向上が図られたもので、交差点や重交通路線で使用される。
- 改質アスファルトIII型：II型よりもさらに耐久性の向上が図られたもので、過酷な交通条件の箇所で使用される。
- 改質アスファルトH型：主に骨材飛散抵抗性の向上が図られたもので、ポーラスアスファルト混合物に適用される。
- セミブローンアスファルト：主に塑性変形抵抗性の向上が図られたもので、重交通路線などで使用される。

砕石マスチックアスファルト舗装（SMA）用アスファルト混合物
砕石マスチックアスファルト舗装はSMA（英語: Stone Mastic Asphalt Pavement, Stone Matrix Asphalt Pavement ）と略され、粗骨材の噛合わせ効果と改質アスファルト、および繊維質補強材の使用により、耐久性、水密性、すべり抵抗性などを有する舗装である。これに使用されるアスファルト混合物は、骨格となる粗骨材の使用量が70 - 80%と多く、細骨材に対してフィラーの使用量が8 - 13%と多いアスファルトモルタルで粗骨材の隙間を充填したギャップ粒度をもつ。道路舗装として所定の性能を得るには、十分な転圧がなされていることで効果を発揮するため、転圧工法に留意する必要がある。主に、積雪寒冷地の耐摩耗舗装、長寿命を期待したい重交通路の表・基層部分、橋面舗装やコンクリート版上の基層で適用される。
大粒径アスファルト混合物
骨材に最大粒径25ミリメートル以上の粗骨材を使用したアスファルト混合物で、大粒径アスファルト舗装で使用される。大粒径の粗骨材を使用することにより、粗骨材の噛合わせ効果の向上を狙っており、塑性変形抵抗性が高く、摩耗抵抗性に優れている。一般に舗装の基層以下の層に適用され、高締固め型アスファルトフィニッシャを用いて、一層仕上がり厚10 - 30センチメートルを一度に舗設できるシックリフト工法により、施工の省力化が図られて早期交通解放に貢献できる。重交通路、高規格幹線道路、港湾施設や空港、コンテナターミナルなどで適用される。
歩道用アスファルト混合物
歩行者が通行する道路に多く用いられるアスファルト混合物には、透水性アスファルト混合物やカラーアスファルト混合物がある。透水性アスファルト混合物には、すべり止め防止・歩行性確保や、雨水の地中への還元などを目的に開粒度アスファルト混合物が採用されているが、土埃や街路樹の落ち葉で目詰まりしやすいことが多く、透水性機能を長期間持続させることが難しい。カラーアスファルト混合物は、脱色アスファルトを使用した混合物で、脱色アスファルト自体が薄茶色をしているため、赤茶色（ベンガラ）や緑色（クロム）などの濃い顔料で着色される。
半たわみ性舗装用アスファルト混合物
半たわみ性舗装は、交差点や車両停止・発進が多いバス停などに使われている舗装で、アスファルト舗装が持つたわみ性とコンクリート舗装がもつ剛性を兼ね備え、耐久性に優れた性状を持つ。ここで使用されているアスファルト混合物は、収縮ひび割れ防止添加剤を混入した特殊セメントミルクを空隙間に注入して含浸させるため、多孔質のポーラスアスファルト混合物が用いられている。
排水性舗装用アスファルト混合物
降雨時の道路を高速走行するときに起こるハイドロプレーニング現象や、車両が水を跳ね上げて霧状になるスモーキング現象など、降雨時の車両の走行性や安全性の上で問題を解決する舗装として開発されたのが、排水性舗装用アスファルト混合物である。開粒度アスファルト混合物やポーラスアスファルト混合物が採用され、高粘度の改質アスファルトと開粒度配合の骨材で作られている。在来のアスファルト混合物よりも経済的な寿命は短いが、走行時のロードノイズの低減化や、降雨時の快適性にも貢献している。
すべり止め用アスファルト混合物
横断歩道や踏切、あるいは交差点など、特にすべり止めを必要とする場所で使用されるアスファルト混合物で、混合物自体にすべり抵抗性を高めるために、開粒度またはギャップ粒度のアスファルト混合物が使用される。この舗装路面にエポキシ樹脂を塗布して、粒径3.5 - 1.0ミリメートル程度の硬質骨材を散布する工法がある。

ロールドアスファルト混合物
ロールドアスファルト舗装に用いるアスファルト混合物で、アスファルトモルタル中に、比較的単粒度の粗骨材を一定量配合した不連続粒度を有する。舗装施工では、ロールドアスファルト混合物の敷き均し直後に、石油樹脂などであらかじめコーティングした骨材（プレコートチップ材）を散布・圧入する。すべり抵抗性が向上するため積雪寒冷地や急勾配の山岳道路に使用されるほか、プレコートチップ材に有色骨材を使用することで、明色化による視認性向上と環境美化に役立てられていて、広場、遊歩道、サイクリングロードなどでも適用される。
グースアスファルト混合物
粗骨材・細骨材・フィラーと、石油アスファルトにトリニダットアスファルト（天然アスファルト）または熱可塑性エストラマーなどの改質材を混合したアスファルトを使用した、グースアスファルト舗装に用いられるアスファルト混合物。特に、橋面舗装の綱床版の防水層を兼ねた基層として採用されている。不透水性でたわみ性に富み、180 - 220度という高温時には流し込み施工ができるほど流動性があり、施工ではクッカと呼ばれる加熱混合装置を備えた車両で220 - 260度に保ち、攪拌しながら現場まで運搬して、締固め不用な流し込み施工が行われる。空隙はほとんどなく、水密性が高いため、施工時に橋梁床版上に水分が残っていると、施工時の熱や気温上昇時に水分が膨張して、舗装路面が持ち上げられてしまう現象があり、これをブリスタングと呼んでいる。
水工用アスファルト混合物
道路舗装以外の利用としては、フィルダムなどの表面防水壁や内部遮水壁の防水目的でアスファルト混合物が利用されている。表面遮水壁には加熱アスファルト混合物が用いられるが、道路舗装とは異なり不透水性や変形追従性が必要になるため、混合物の粒度が細かく、フィラーやアスファルト分が多い配合となる。内部遮水壁には水工用粗粒度アスファルト混合物が使用されていて、一般には空隙率3%が一般的で、水密性のほか、地震時の振動やダム本体（堤体）の挙動に追従できる性状が要求されている。

## 配合設計
安定性と耐久性に優れ、施工時の敷き均しや締め固め、表面仕上げなどの作業が容易に行えるように、混合物を製造する前に配合設計を行う必要がある。手順は、まず始めに道路に求める舗装の性能や使う場所の条件から、密粒度、細粒度、密粒度ギャップなど、アスファルト混合物の種類を選定する。そこから材料の選定が行われ、骨材は、ふるい分け試験や吸水率試験などの材料試験を経て骨材配合比が決定され、アスファルトも、針入度試験や伸度試験などの材料試験を経て混合・締め固め温度の決定がなされる。次に、アスファルト混合物供試体の作製が行われて、主にマーシャル安定度試験で確認されるほか、必要に応じてホイールトラッキング試験など各種試験が実施される。各試験の結果から、基準に満足する判定が出るまでは、骨材配合比・温度の条件を変えて供試体製作から繰り返し行われ、基準を満たしてはじめて配合設計表が作成される。
マーシャル安定度試験は、骨材最大粒径25ミリメートル以下に適用されるもので、直径100ミリメートル、厚さ63ミリメートルの供試体を60℃の水中に30分間養生したのちに、試験機を用いて直径方向に荷重を加えて、供試体が破壊されたときの最大荷重（安定度）と変形量（フロー値）を測定するものである。
ホイールトラッキング試験は、耐流動性、すなわち、わだち掘れの出来やすさを評価する試験である。長さ・幅300ミリメートル、厚さ50ミリメートルのアスファルト混合物の供試体上を加重調整した小型のゴム車輪を繰り返し走行させ、時間単位当たりの変形量（わだち掘れ量）から1ミリメートル変形するのに要する車両通過回数を計算して、動的安定度（DS: Dynamic Stability ）を算出するものである。

## 製造

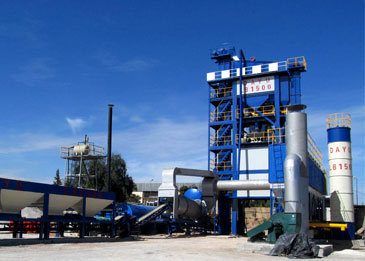
アスファルト合材工場

アスファルト混合物は、温度管理が行き届いた製造プラント（アスファルト合材工場）で製造されており、製造プラントを大きく分けると、アスファルト混合物用の製造プラントと、再生アスファルト混合物の製造プラントがある。アスファルト混合物用のプラントは、混合物の原料を貯める貯蔵サイロ、骨材を加熱処理するための骨材ドライヤーおよび、ふるい分けをする骨材ホッパー施設、配合のための計量施設（ミキシングタワー）、骨材・石粉（フィラー）・アスファルトの各材料を混合するミキサー、および製造されたアスファルト混合物を一時ストックする加熱貯蔵サイロからなっている。アスファルト混合物の製造プラントは、骨材の乾燥や加熱に大量の熱を必要とする点で、生コンクリート工場とは異なっている。
再生アスファルト混合物は、一般の製造プラント設備に、アスファルトコンクリート再生骨材を製造する施設が加えられたプラント施設で製造される。アスファルト舗装の工事現場で発生した既存の古いアスファルト混合物を回収して、骨材とするためプラント施設（再生骨材製造設備）で破砕して粒径13 - 0ミリメートルの再生骨材を製造し、これに石粉、新規骨材を加え、再生骨材に含まれる古いアスファルトを再利用できるように軟化させる働きを持つ再生添加剤を混合させる。再生骨材の配合率を変えて、アスファルトコンクリート再生骨材を主体として、新アスファルト、再生用添加剤、補足材などを加える場合と、新しい骨材や新アスファルトを材料の主体としてアスファルトコンクリート再生骨材を補足的に使用する場合、およびこれらの中間的な場合とがある。

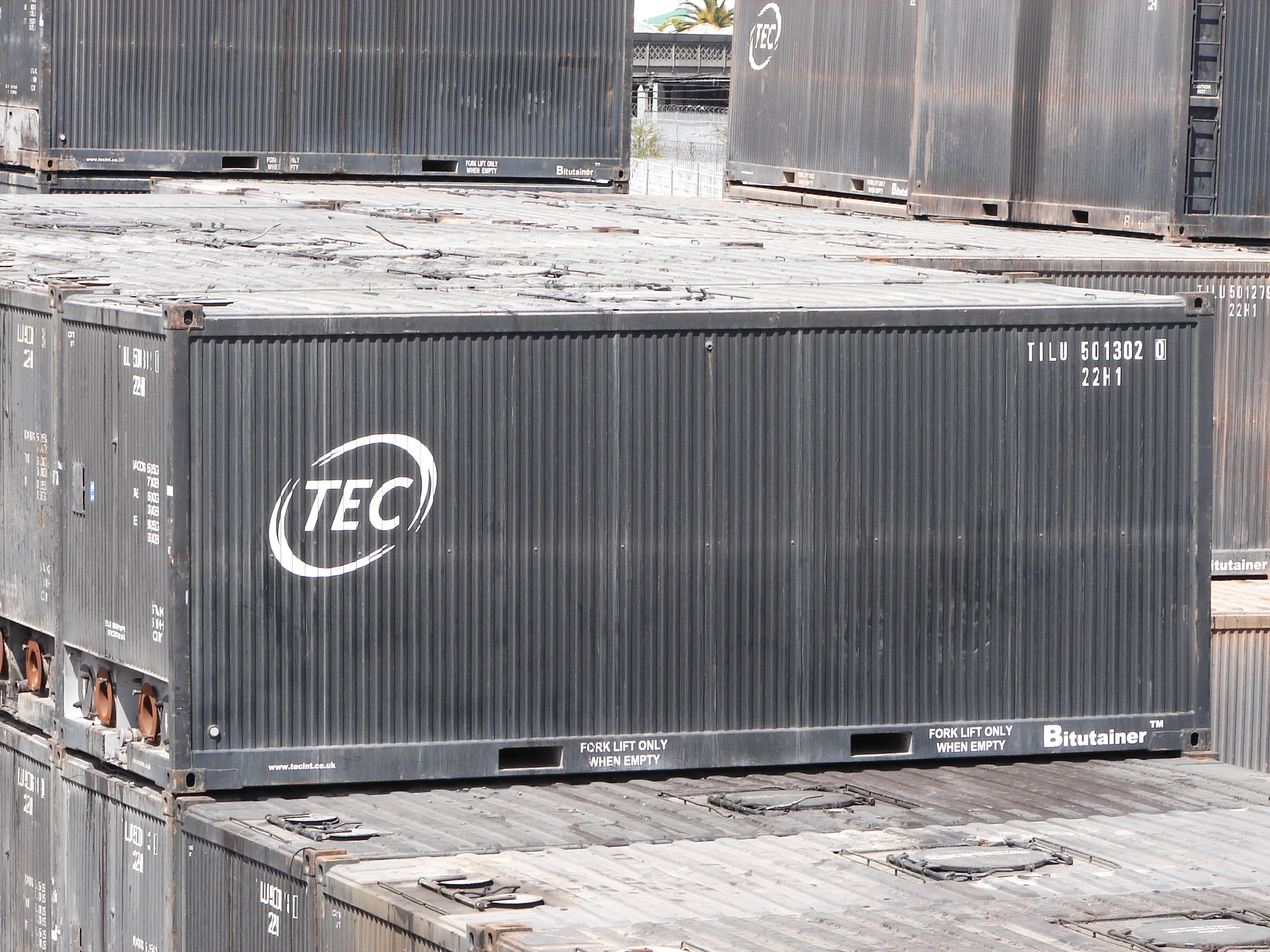
アスファルト輸送用、ISOコンテナ。粘度が高いためにタンクローリー輸送時と同様に外付けバーナーや、蒸気送圧により温めながら排出できる特殊な保温コンテナ。

製造プラントは、工程ごとに作業を進めるバッチ方式と、各工程を連続して行う連続方式があり、日本では1つのアスファルトプラントで数十種類のアスファルト混合物を製造するため、バッチ方式のプラントが多く採用されている。バッチ式プラントでは、アスファルト混合物を1回練る（1バッチ）ごとに材料を計量して混合する製造方法がとられている。製造プラントはアスファルト混合物の安定供給が重要であり、製造には規格に適合しているか、品質が一様であるかについて注意を払い、適切な温度管理と品質管理のもとで製造されている。一般に、混合時の温度は185度を超えない範囲で、アスファルトの動粘度150 - 300センチストークス (cSt) の時の温度から選ぶ。プラント内での製造過程は、骨材は貯蔵サイロからドライヤーに投入されて乾燥・加熱されたあと、ミキシングタワーで計量された後に1バッチ分ずつミキサーに投入されて、これにフィラーとアスファルトが供給されて、ミキサー内にて約170度の温度で1分程度混ぜ合わされる。混合されて出来上がったアスファルト混合物は、ダンプトラックに積み込まれて出荷されるか、貯蔵サイロに移動する。製造されたアスファルト混合物を、舗装工事現場までダンプトラックで出荷する際は、輸送中に冷え固まってしまうことを防止するために、シートなどで保護しながら運搬される。

## 施工

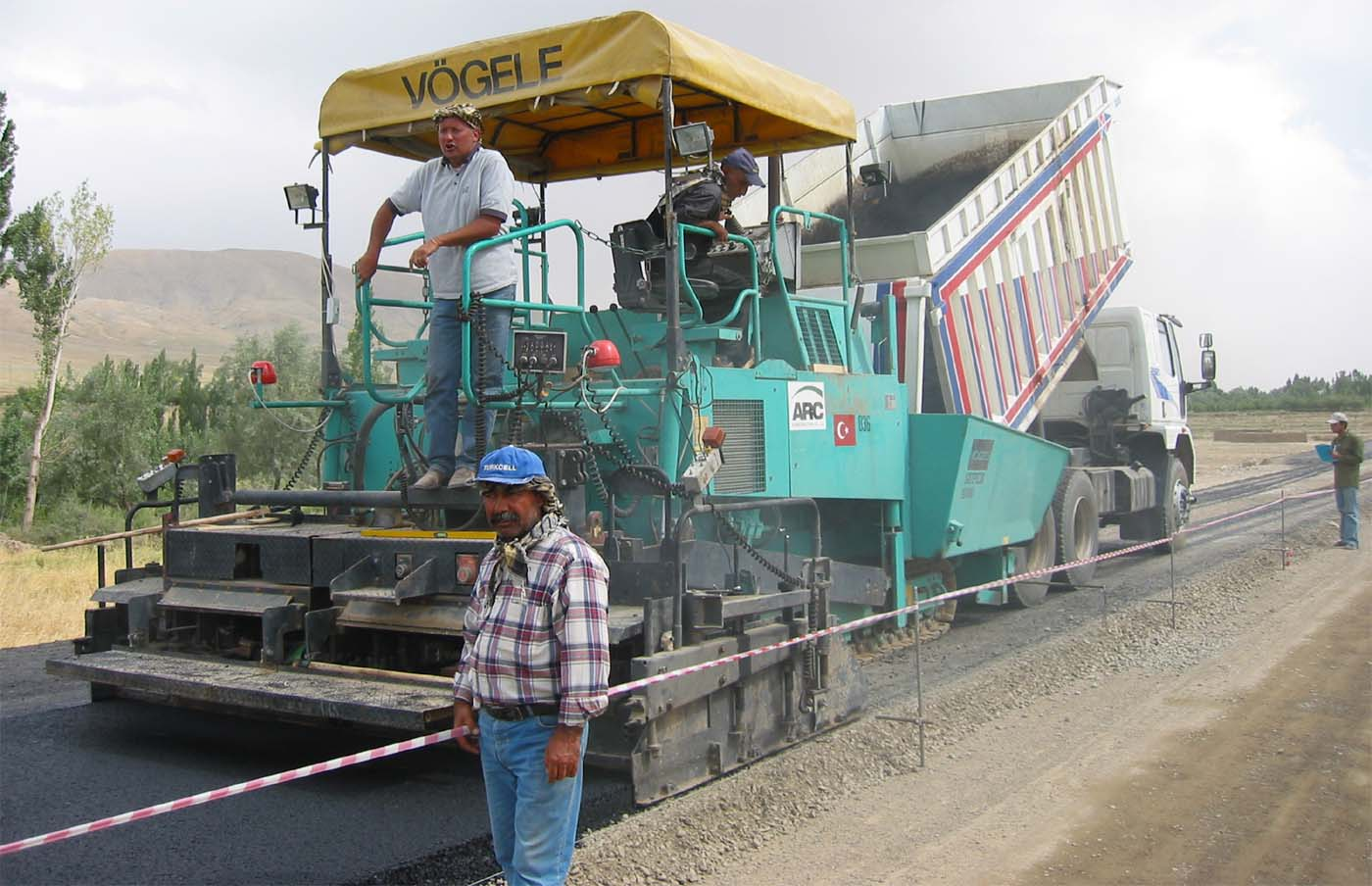
アスファルト合材の敷き均しを行うアスファルトフィニッシャ。ダンプトラックからアスファルト混合物が供給される。

アスファルト混合物の敷き均しは、工事の規模によって人力工法と機械工法が選択されるが、ほとんど場合は機械工法によって行われている。このとき、アスファルト舗装工事現場へダンプトラックで運び込まれたアスファルト混合物は、一般に平らに転圧されてアスファルト乳剤が散布された路盤または基層の上に、舗装工事で使用されるアスファルトフィニッシャという重機を用いて、平坦で所定の幅や厚さが得られるように均一に敷きならされる。このときのアスファルト混合物の温度は、一般に110 - 140度程度であり、敷き均し時の温度が約110度を下回らない温度で転圧し締め固める。アスファルト舗装の表層と基層には、それぞれ粒径が異なるアスファルト混合物が用いられる。アスファルトフィニッシャは、アスファルト混合物を積載するホッパーと、再加熱しながら敷均しをするスクリードを装備する専門的な機械で、ダンプトラックで運び込まれた合材がホッパーへ供給される。タンパやスクリードで初期の締め固めを行うので、所定の厚さで施工が可能となる。
敷き均されたアスファルト混合物は、舗装の仕上げで十分に締固めを行う必要から、ローラ式の機械であるロードローラー（コンバインドローラ）やタイヤローラ、平板式の機械である振動コンパクターが用いられて所定密度になるまで転圧施工され、継ぎ目転圧、初期転圧、二次転圧、仕上げ転圧の順で行う。初期転圧では、アスファルト混合物の温度が110 - 140度ぐらいの時に鉄の車輪を持った10 - 20トンのロードローラーによる2回程度の転圧で合材を安定させ、二次転圧でゴムのタイヤを持った8 - 20トンのタイヤローラまたは、6 - 10トンの振動ローラーでこね返し作用を抑えて、混合物に含まれる粗骨材の配列を安定させる。二次転圧が終了するときのアスファルト混合物の温度は70 - 90度ほどある。初期転圧時の温度が高かったり、転圧し過ぎたりすると舗装表面にヘヤークラックや不陸が生じてしまうことがある。最終の仕上げ転圧は、不陸の修正とローラマークを消すために行うものであり、ロードローラーとタイヤローラを用いて2回程度行われる。施工中のアスファルト混合物は温度が低いと固まってしまい、固まった状態では締固めが不十分となってしまうことから、製造プラントから運搬されてくる合材の到着時刻の把握が重要となる。
近年では、地中生態系への影響や地下水枯渇などの環境問題に対応できる舗装として、透水性舗装、排水性舗装といった舗装も行われており、これらに用いるアスファルト混合物は、表層に空隙の大きいアスファルト混合物を用いている。

## 劣化修繕とリサイクル利用

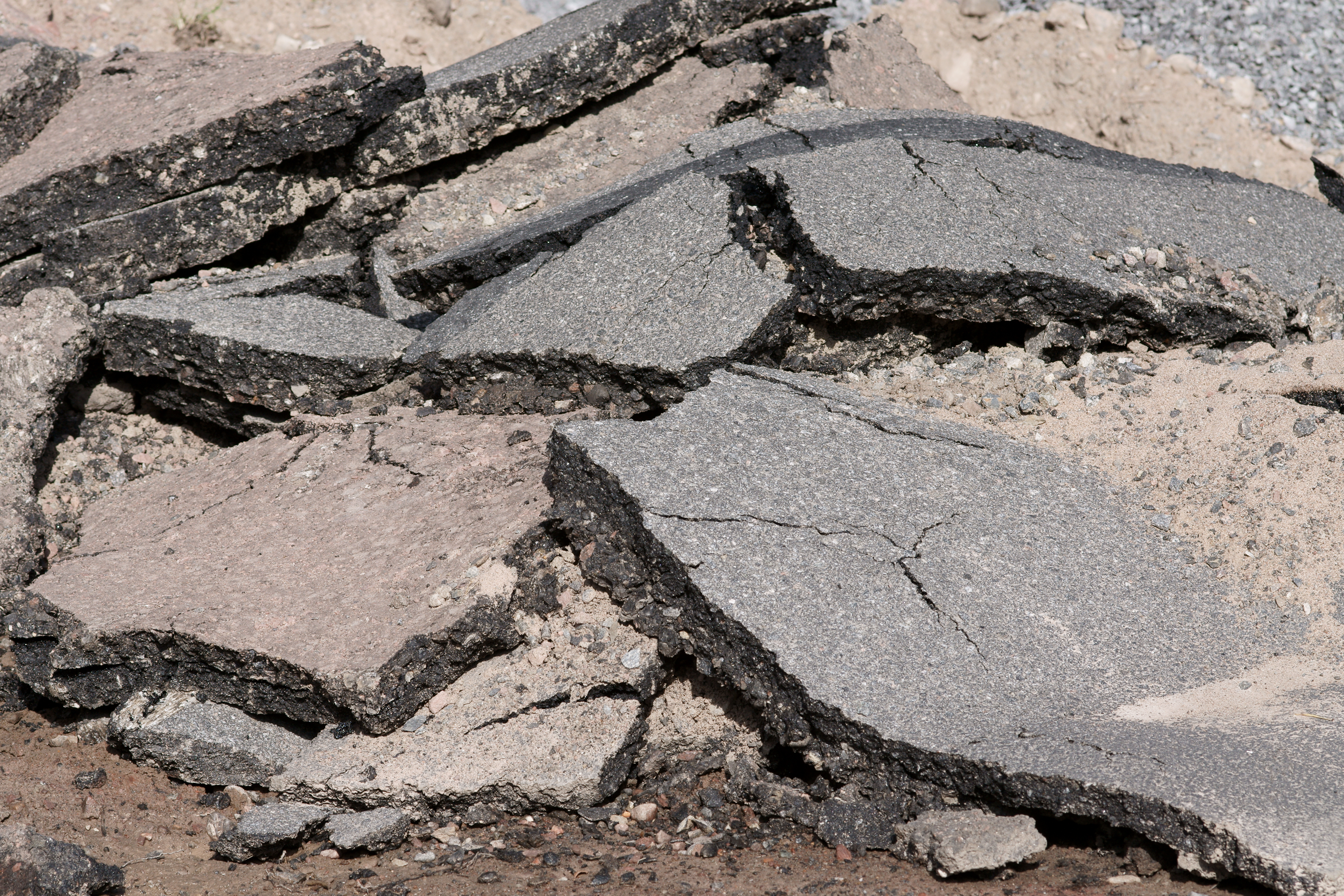
劣化した使用済みアスファルト混合物の塊。リサイクル回収されて再生プラントで破砕後に、再生アスファルト混合物の骨材の原料とする。

アスファルトは施工時や供用後に、直射日光や熱の影響を受けて劣化が進行するため、アスファルト混合物の品質にも影響が出てしまう。舗装後に供用されることによって徐々に舗装としての機能は低下し、高温時にアスファルト混合物が変形しやすくなるため、わだち掘れなどによる舗装面の平坦性の低下が早く、コンクリートに比べて寿命が短い。この対策として、日本では一般地域、積雪寒冷地域、道路の交通量に応じた混合するアスファルトの品質が規定されている。
劣化した現場のアスファルト混合物は、既設舗装面を削り取って舗設する工法や、舗装全体を破砕して新しくする工法、もしくは、既設のアスファルト混合物を現場で破砕して、新しいアスファルト混合物を混ぜて表層のみ再構築する工法などの様々な工法により、アスファルト舗装としての機能修繕が図られている。
劣化が進み、傷んだアスファルト舗装は撤去されて、主に再生骨材として再利用するために再生骨材製造所があるアスファルト合材製造プラントに運び込まれる。集められたアスファルト混合物の塊は、大きさが様々で、そのままでは再利用できないため、プラントの破砕機を通して破砕し、大きさが整えられた上で、再生骨材として使用される。なお、日本におけるアスファルト混合材の再資源化率は98%以上に達し、循環資源として広く普及している。ただし、再生骨材については、新規骨材と比べて耐久性などが劣る恐れがあるため、空港や高速道路など耐久性を必要とされる場所の舗装には使用されない。